# ベルント・シュスター
ベルント・シュスター（Bernd Schuster、1959年12月22日 - ）は、ドイツ・アウクスブルク出身の元同国代表サッカー選手、サッカー指導者。選手時代のポジションはMF（攻撃的MF）、DF（リベロ）。

## 人物
ドイツ人選手としては珍しいファンタジスタタイプで、その華麗なプレースタイルからブロンダー・エンゲル（Blonde Engel、金髪の天使）の異名を持った。特に繊細なボールタッチから繰り出される正確無比なパスは、70年代の西ドイツの名プレーメーカー、ギュンター・ネッツァーが誇った「センチメーターパス」を彷彿とさせると言われていた。
1980年の欧州選手権において、20歳でゲームメーカーを務め、西ドイツの優勝に貢献。同年のバロンドールでは、同じ西ドイツのカール・ハインツ・ルンメニゲに次ぐ2位に、1981年には第3位、1985年にも第3位に選出された。それ以後は代表でのプレーに興味を示さず辞退を繰り返したため、代表出場試合は21試合と少ない。
ワールドカップ出場経験が無いために同年代のミシェル・プラティニやジーコらと比べ知名度が低いが、彼らと並び賞される、1980年代、また現在に至るまで世界を代表するゲームメーカーの1人である。

## 経歴

### クラブ
1971年にSVハメルシュミーデでサッカーを始める。1978年にブンデスリーガ1部の1.FCケルンへ入団すると、十代でトップデビューを飾った。シュスターは巧みなボールテクニックと戦術眼で人々の注目を集める様になり、1979年5月には西ドイツ代表に選出された。ケルンでは1980年のDFBポカール準優勝（フォルトゥナ・デュッセルドルフに1-2で敗退）を始めリーグ戦64試合出場10得点を記録した。
欧州選手権後の1980年夏にスペイン・リーガ・エスパニョーラのFCバルセロナへ移籍。バルセロナには8シーズン在籍し、1986年のUEFAチャンピオンズカップ準優勝に貢献する等の成功を収めたが、1988年にバルセロナの最大のライバルであるレアル・マドリードへ移籍、1988-89、1989-90のリーグ連覇に貢献すると、1990年に同じマドリードを本拠地とするアトレティコ・マドリードへ移籍。スペイン国内の三つのビッグクラブに所属した選手の一人となった。
その後、1993年にドイツに帰国しバイエル・レバークーゼンに移籍。レバークーゼンでは、それまでの経験を生かしリベロを務め、後方下がり目の位置から巧みなゲームメイクを担当した。そして1996年にメキシコのUNAMプーマスへ移籍、翌1997年を最後に現役引退した。

### 西ドイツ代表
1979年5月22日のアイルランド戦で代表デビューを飾る（3-1で西ドイツの勝利）。翌1980年の欧州選手権では弱冠20歳ながら、決勝ではホルスト・ルベッシュの先制点をアシストするなどの活躍で優勝に貢献したが、1982年のFIFAワールドカップ・スペイン大会は怪我の影響や、ユップ・デアヴァルとの確執もあって参加を辞退した。その後、1984年2月までに21試合に出場したが24歳の若さで代表から退いた。
1984年に監督に就任したフランツ・ベッケンバウアーからは1986年のFIFAワールドカップ・メキシコ大会の予選、本大会と幾度となく代表復帰の要請を受けたが、マネージャーを務める妻の要求した金銭面など条件の折り合いが付かず、辞退する事となった。
1994年にはレバークーゼンでの好調なプレーもあってベルティ・フォクツ監督からFIFAワールドカップ・アメリカ大会出場の要請を受けたが、既に34歳という年齢もあってこれを辞退した。

### 監督業
引退後直ぐに指導者の道へ進み、1997年にSCフォルトゥナ・ケルンの監督に就任した。ブンデスリーガの1.FCケルンやウクライナのシャフタール・ドネツク、リーガ・エスパニョーラのレバンテを指揮した後、2005年6月20日にヘタフェの監督に就任。ヘタフェでは2006-07シーズンのコパ・デル・レイ準決勝でFCバルセロナを破り決勝進出に導くと、その手腕が評価された。
2007-08シーズンからは古巣レアル・マドリードの監督に就任し、リーガ・エスパニョーラ優勝に導いた。
2008-09シーズンは主力の故障が相次いだこともあり、首位バルセロナから勝ち点差9の5位（2008年12月現在）という不振に陥り、2008年12月9日、成績不振を理由に解任された。
2010年6月10日、トルコのベシクタシュJKの監督就任が決まった。契約期間は2年。2011年3月15日、成績不振を理由に監督を辞任した。
2013年6月14日、マラガCF監督に就任決定。
2018年3月19日、大連一方足球倶楽部の監督に就任することが発表された。

## タイトル

### 選手時代
FCバルセロナ
- プリメーラ・ディビシオン:1回（1984-85）
- コパ・デル・レイ:3回（1980-81、1982-83、1987-88）
- UEFAカップウィナーズカップ:1回（1981-82）
- コパ・デ・ラ・リーガ:1回（1982-83）

レアル・マドリード
- プリメーラ・ディビシオン:2回（1988-89、1989-90）
- コパ・デル・レイ:1回（1988-89）
- スーペルコパ・デ・エスパーニャ:1回（1989）

アトレティコ・マドリード
- コパ・デル・レイ:2回（1990-91、1991-92）

西ドイツ代表
- UEFA欧州選手権:1回（1980）

個人
- UEFA欧州選手権ベストイレブン:1回（1980）
- ドン・バロン・アワード最優秀外国人選手:2回（1984-85、1990-91）
- キッカー誌シーズンベストイレブン:1回（1993-94）
- ARDドイツ年間最優秀ゴール:1回（1994）

### 監督時代
レアル・マドリード
- プリメーラ・ディビシオン:1回（2007-08）
- スーペルコパ・デ・エスパーニャ:1回（2008）

個人
- ミゲル・ムニョス賞:1回（2005-06）